# Antoni Dobry
Antoni, Klemens Teodor Maria Józef Jan Ewangelista Jan Nepomucen Franciszek Ksawery Alojzy Saski, niem. Anton Clemens Theodor Maria Joseph Johann Evangelista Johann Nepomuk Franz Xaver Aloys von Sachsen, zw. Dobrym, niem. der Gütige (ur. 27 grudnia 1755 w Dreźnie, zm. 6 czerwca 1836 w Pillnitz) – król Saksonii w 1827–1836.

## Życiorys
Urodził się jako piąty syn z dziewięciorga dzieci Fryderyka Krystiana (1722–1763), księcia elektora Saksonii i Marii Antoniny Wittelsbach (1724–1780). Spośród licznego rodzeństwa tylko pięcioro z nich dożyło wieku dojrzałego: siostry Maria Amelia (1757–1831), Maria Anna (1761–1820) oraz bracia Fryderyk August (1750–1827), Karol (1752–1782) i Maksymilian (1759–1838). W 1782 po objęciu rządów przez najstarszego i śmierci drugiego z braci został następcą tronu saskiego.
24 października 1781 poślubił Marię Karolinę Sabaudzką (1764–1782), królewnę Sardynii, córkę Wiktora Amadeusza III (1726–1796) i Marii Antoniny Burbon (1729–1785). Młoda żona Antoniego zmarła w wyniku zarażenia ospą nie wiele ponad rok od zawarcia małżeństwa. Ponownie ożenił się 18 października 1787 z Marią Teresą Habsburżanką (1767–1827), cesarzówną austriacką, córką Leopolda II (1747–1792) i Marii Ludwiki Burbon (1745–1792). Z małżeństwa tego pochodzi czworo dzieci, wszystkie zmarłe we wczesnym dzieciństwie: Maria Ludwika (14 marca 1795 – 25 kwietnia 1796), Fryderyk August (ur. i zm. 5 kwietnia 1796), Maria Joanna (5 kwietnia 1798 – 30 października 1799) i Maria Teresa (ur. i zm. 15 października 1799).
W 1827 objął rządy w państwie. Utrzymał władzę dozgonnie, pomimo wystąpień rewolucyjnych w 1830–1831.

## Panowanie
Przeżył obu swoich starszych braci i 5 maja 1827 objął rządy po zmarłym Fryderyku Auguście I. Okazał się nieudolnym władcą, oddając szereg prerogatyw monarszych swoim ministrom i tajnym radcom, zwłaszcza z kręgu Detleva von Einsiedela. Kraj pod jego zarządem był terytorium eksploatacji przemysłowej, jednak w przestarzałych strukturach społecznych. Powodowało to postępujące ubożenie Saksończyków. Na wieść o rewolucji lipcowej we Francji, jesienią 1830 doszło do wystąpień chłopów i rzemieślników. 13 września t.r. rząd von Einsiedela podał się do dymisji, a jego miejsce zajął Bernhard von Lindenau. Rewolucjoniści domagali się, aby rządy nad państwem objął młodszy przedstawiciel dynastii, bliższy poglądom liberalnym. Wobec tego Antoni powołał na współregenta swojego bratanka Fryderyka Augusta (1797–1854) i przyjął zrzeczenie się następstwa tronu przez jego ojca Maksymiliana. 4 września 1831 Królestwo Saksonii przyjęło konstytucję, unowocześniając swój ustój. Król pozostał suwerennym władcą, zachowując wszystkie dotychczasowe prawa, jednak ustawa zasadnicza zobowiązała go do współpracy uchwałodawczej i odpowiedzialności wykonawczej przed Radą Stanu.
W 1834 ratyfikował przystąpienie Saksonii do Niemieckiego Związku Celnego, umożliwiając zniesienie ceł przewozowych na granicach i rozwój zacofanego gospodarczo kraju.
Król Antoni wspierał rozwój nauki, zwłaszcza technicznej. W listopadzie 1827 powołał Wilhelma Gotthelfa Lohrmanna na stanowisko głównego inspektora Salonu Metematyczno-Fizycznego. W następnym roku (1828) założył Techniczny Instytut Edukacyjny w Dreźnie.

## Odznaczenia
- Order Orła Białego (1756, nr 346)[1]
- Order Annuncjaty (1819)[2]

## Galeria

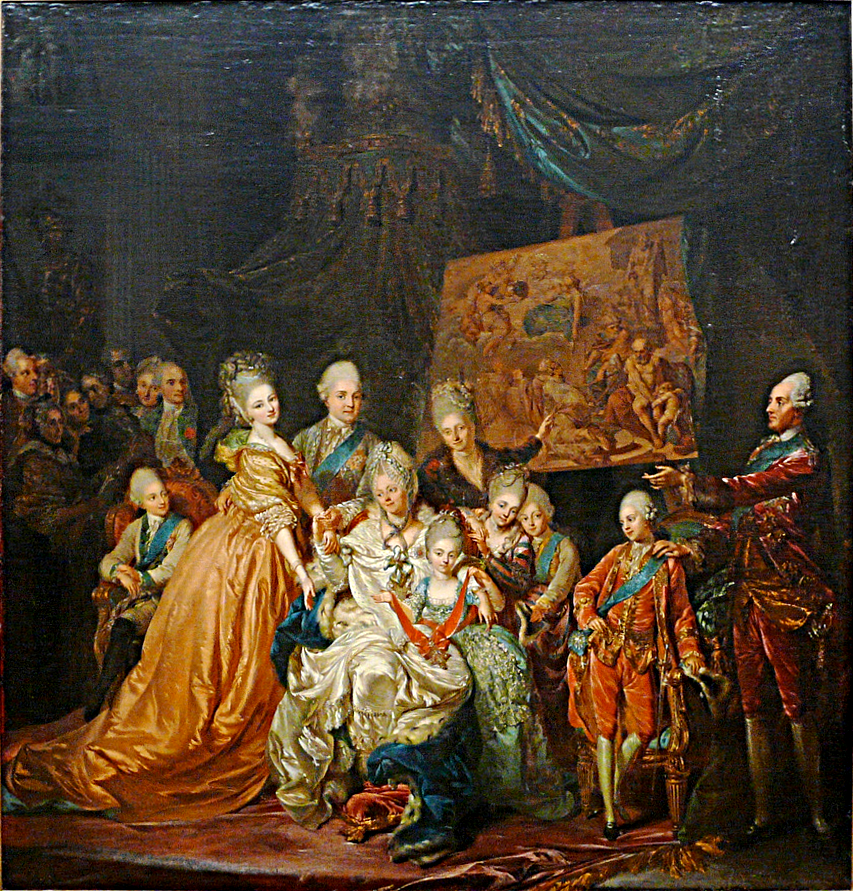
Rodzina elektorska Saksonii w 1772 roku - Antoni Klemens stoi drugi z prawej
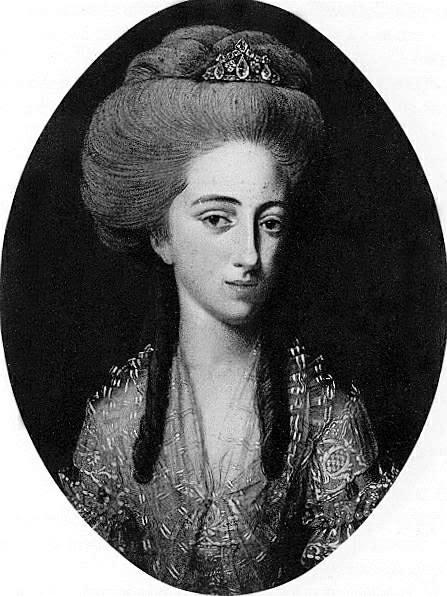
Maria Karolina Savoy (pierwsza żona Antoniego Klemensa)
Antoni Klemens jako następca tronu Saksonii w 1823 roku
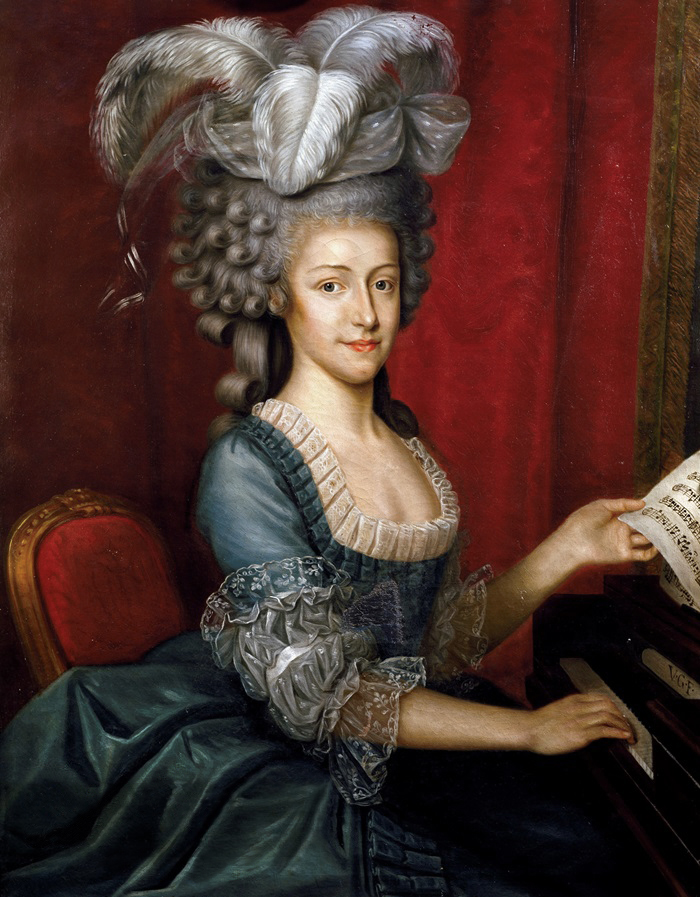
Maria Teresa Habsburg-Lothringen (druga żona Antoniego Klemensa)
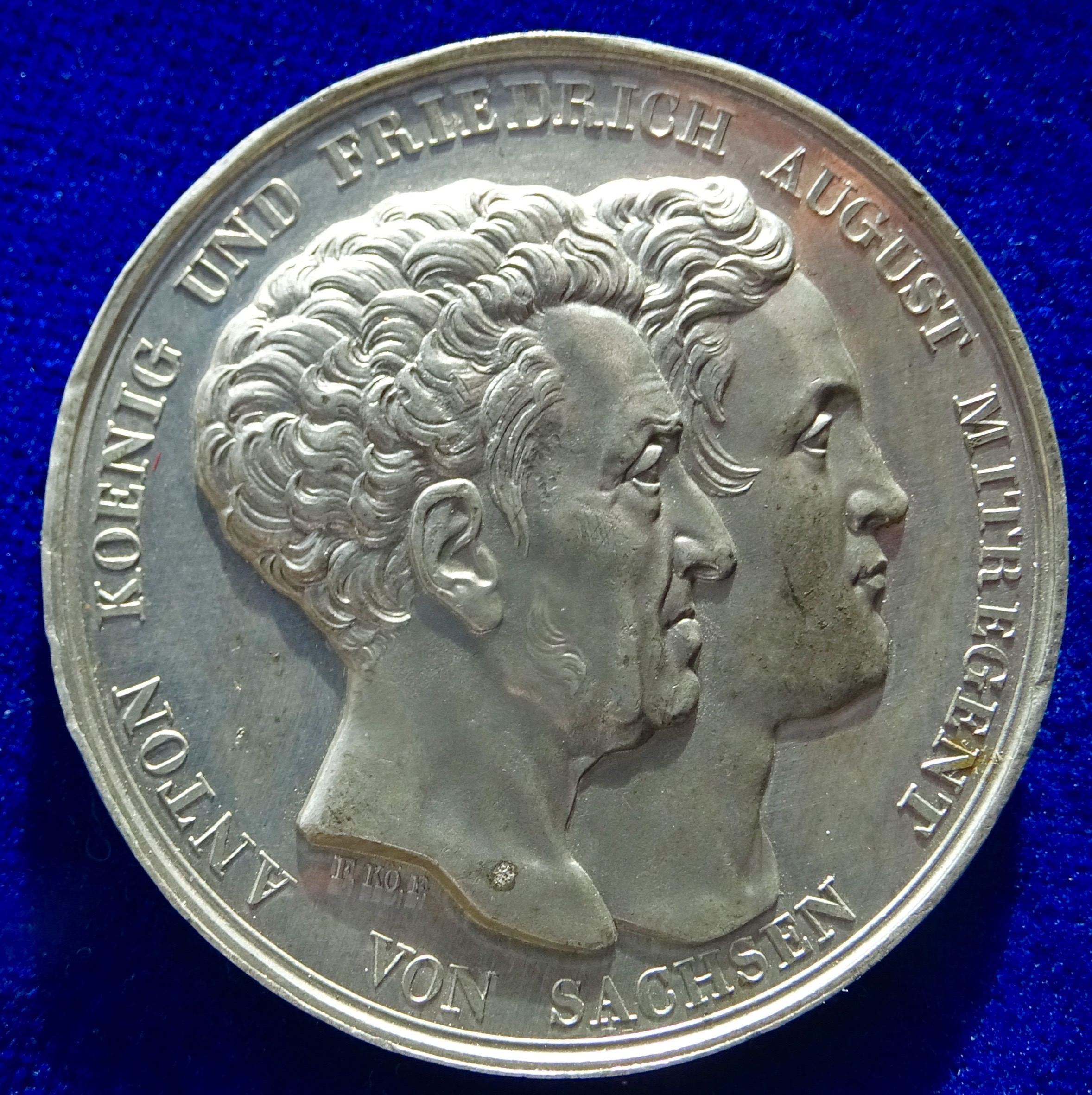
Medal przedstawiający króla Antoniego i następcę tronu Fryderyka Augusta wybity z okazji nadania Saksonii Konstytucji w 1831 roku

## Genealogia
| Prapradziadkowie                                 | elektor Saksonii Jan Jerzy III Wettyn (1647-1691) ∞ 1666 Anna Zofia Oldenburg (1647-1717)           | margragia Bayreuth Krystian Ernest Hohenzollern (1644-1712) ∞ 1671 Zofia Luiza Wirtemberska (1642-1702) | cesarz rzymsko-niemiecki Leopold I Habsburg (1640-1705) ∞ 1676 Eleonora Magdalena Wittelsbach (1655-1720) | cesarz rzymsko-niemiecki Leopold I Habsburg (1640-1705) ∞ 1676 Eleonora Magdalena Wittelsbach (1655-1720) | książę Brunszwiku-Lüneburg Jan Fryderyk Welf (1625-1679) ∞ 1668 Benedykta Wittelsbach (1652-1730)      | książę Brunszwiku-Lüneburg Jan Fryderyk Welf (1625-1679) ∞ 1668 Benedykta Wittelsbach (1652-1730)      | elektor Bawarii Ferdynand Maria Wittelsbach (1636-1679) ∞ 1650 Henrietta Adelajda Sabaudzka (1636-1676)     | król Polski Jan III Sobieski (1626-1696)) ∞ 1665 Maria Kazimiera d’Arquien (1641-1716)                      |
| Pradziadkowie                                    | król Polski August II Mocny (1670-1733) ∞ 1693 Krystyna Eberhardyna Hohenzollern (1671-1727)        | król Polski August II Mocny (1670-1733) ∞ 1693 Krystyna Eberhardyna Hohenzollern (1671-1727)            | cesarz rzymsko-niemiecki Józef I Habsburg (1678-1711) ∞ 1699 Wilhelmina Amalia Brunszwicka (1673-1742)    | cesarz rzymsko-niemiecki Józef I Habsburg (1678-1711) ∞ 1699 Wilhelmina Amalia Brunszwicka (1673-1742)    | cesarz rzymsko-niemiecki Józef I Habsburg (1678-1711) ∞ 1699 Wilhelmina Amalia Brunszwicka (1673-1742) | cesarz rzymsko-niemiecki Józef I Habsburg (1678-1711) ∞ 1699 Wilhelmina Amalia Brunszwicka (1673-1742) | elektor Bawarii Maksymilian II Emanuel Wittelsbach (1662-1726) ∞ 1695 Teresa Kunegunda Sobieska (1676-1730) | elektor Bawarii Maksymilian II Emanuel Wittelsbach (1662-1726) ∞ 1695 Teresa Kunegunda Sobieska (1676-1730) |
| Dziadkowie                                       | król Polski August III Sas (1696-1763) ∞ 1719 Maria Józefa Habsburg (1699-1757)                     | król Polski August III Sas (1696-1763) ∞ 1719 Maria Józefa Habsburg (1699-1757)                         | król Polski August III Sas (1696-1763) ∞ 1719 Maria Józefa Habsburg (1699-1757)                           | król Polski August III Sas (1696-1763) ∞ 1719 Maria Józefa Habsburg (1699-1757)                           | Maria Amalia Habsburg (1701-1756) ∞ 1722 cesarz rzymski Karoll VII Wittelsbach (1697-1745)             | Maria Amalia Habsburg (1701-1756) ∞ 1722 cesarz rzymski Karoll VII Wittelsbach (1697-1745)             | Maria Amalia Habsburg (1701-1756) ∞ 1722 cesarz rzymski Karoll VII Wittelsbach (1697-1745)                  | Maria Amalia Habsburg (1701-1756) ∞ 1722 cesarz rzymski Karoll VII Wittelsbach (1697-1745)                  |
| Rodzice                                          | elektor Saksonii Fryderyk Krystian Wettyn (1722-1763) ∞ 1747 Maria Antonina Wittelsbach (1724-1780) | elektor Saksonii Fryderyk Krystian Wettyn (1722-1763) ∞ 1747 Maria Antonina Wittelsbach (1724-1780)     | elektor Saksonii Fryderyk Krystian Wettyn (1722-1763) ∞ 1747 Maria Antonina Wittelsbach (1724-1780)       | elektor Saksonii Fryderyk Krystian Wettyn (1722-1763) ∞ 1747 Maria Antonina Wittelsbach (1724-1780)       | elektor Saksonii Fryderyk Krystian Wettyn (1722-1763) ∞ 1747 Maria Antonina Wittelsbach (1724-1780)    | elektor Saksonii Fryderyk Krystian Wettyn (1722-1763) ∞ 1747 Maria Antonina Wittelsbach (1724-1780)    | elektor Saksonii Fryderyk Krystian Wettyn (1722-1763) ∞ 1747 Maria Antonina Wittelsbach (1724-1780)         | elektor Saksonii Fryderyk Krystian Wettyn (1722-1763) ∞ 1747 Maria Antonina Wittelsbach (1724-1780)         |
| Antoni Klemens Wettyn (1755-1836), król Saksonii | | | | | | | | |